# (205698) Troiani
(205698) Troiani est un astéroïde de la ceinture principale aréocroiseur.

## Description
(205698) Troiani est un astéroïde de la ceinture principale aréocroiseur. Il présente une orbite caractérisée par un demi-grand axe de 2,35 UA, une excentricité de 0,29 et une inclinaison de 20,9° par rapport à l'écliptique.

## Compléments